# Игорь Аркадьевич Гринберг
{{subst:Редактирую}}
(8 июля 1960 г., Соликамск, Пермская область — 13 октября 2021 г., Пермь) — основатель группы охранных предприятий «Альфа», владелец одноименной службы такси, совладелец медиа-группы «Пермский обозреватель» (еженедельник «Пермский обозреватель», портал «НеСекретно»), руководитель ООО «Аюрведический центр». 

Бизнесмен Игорь Гринберг приобрел газету «Пермский обозреватель» в 2002 году. Был известен своей непримиримой позицией в отношении бывшего губернатора Пермского края Олега Чиркунова. В разные годы в редакции медиа-группы проходили обыски, изымалась оргтехника и документы. В 2009 и 2011 годах «Пермобоз» организовывал митинги за отставку Чиркунова, который покинул пост губернатора в 2012 году. 
В 2015-м году Игорь Гринберг открыл Аюрведический центр в Перми, практиковал Марма-видью и Китайскую народную медицину.
Скончался 13 октября 2021 года в результате инсульта.